# Southern African Power Pool
Southern African Power Pool (SAPP) ist die Bezeichnung für den gemeinsamen Strommarkt, der von den Staaten des südlichen Afrikas gegründet wurde. Der SAPP wurde im August 1995 auf einem Gipfeltreffen der Entwicklungsgemeinschaft des Südlichen Afrika (SADC) vereinbart. Er beinhaltet ein Regelwerk für die Zusammenarbeit der jeweiligen Länder und deren Stromversorger.

## Mitglieder
Die folgenden Länder sind mit ihren jeweiligen nationalen Stromversorgern Mitglieder im SAPP.
| Land                         | Unternehmen                                           | Inst. Leistung (MW) | Status |
| ---------------------------- | ----------------------------------------------------- | ------------------- | ------ |
| Angola                       | Empresa Pública de Produção de Electricidade (PRODEL) | 2.028               | NP     |
| Botswana                     | Botswana Power Corporation (BPC)                      | 892                 | OP     |
| Demokratische Republik Kongo | Société nationale d’électricité (SNEL)                | 2.442               | OP     |
| Lesotho                      | Lesotho Electricity Corporation (LEC)                 | 72                  | OP     |
| Malawi                       | Electricity Supply Corporation of Malawi (ESCOM)      | 351                 | NP     |
| Mosambik                     | Electricidade de Moçambique (EDM)                     | 2.308               | OP     |
| Namibia                      | Namibia Power Corporation (NamPower)                  | 501                 | OP     |
| Sambia                       | Zambia Electricity Supply Corporation (ZESCO)         | 2.128               | OP     |
| Simbabwe                     | Zimbabwe Electricity Distribution Company (ZETDC)     | 2.045               | OP     |
| Südafrika                    | Eskom                                                 | 44.170              | OP     |
| Eswatini                     | Eswatini Electricity Company (EEC)                    | 70                  | OP     |
| Tansania                     | Tanzania Electric Supply Company (TANESCO)            | 1.380               | NP     |

1. ↑  NP = Non-Operating Member, OP = Operating Member

Neben den nationalen Stromversorgern sind noch folgende Unternehmen (beschränkte) Mitglieder im SAPP:
- Copperbelt Energy Corporation (CEC), Sambia
- Hidroeléctrica de Cahora Bassa (HCB), Mosambik
- Lunsemfwa Hydro Power Company (LHPC), Sambia
- Mozambique Transmission Company (MOTRACO), Mosambik

Von den insgesamt 58.387 MW installierter Leistung in den Ländern des SAPP entfielen 40.491 MW (69,3 %) auf Kohlekraftwerke und 12.361 MW (21,3 %) auf Wasserkraftwerke.

## Verbundnetz
Das elektrische Verbundnetz innerhalb des SAPP umfasst derzeit (Stand Juni 2015) alle oben aufgeführten Mitgliedsländer mit Ausnahme von Angola, Malawi und Tansania. Neben Hoch- und Höchstspannungsleitungen für Drehstrom sind auch HGÜ wie die HGÜ Cahora Bassa Teil des Netzes.